# Una di luna
Una di Luna è il ventesimo romanzo di Andrea De Carlo.
Raccontato in prima persona dal punto di vista di Margherita, Una di Luna è un'analisi psicologica di due persone complesse e contraddittorie, e del rapporto altrettanto complesso e contraddittorio che le lega inestricabilmente.

## Trama
Il libro racconta del viaggio da Venezia a Milano di Margherita e Achille Malventi, figlia e padre, entrambi chef. Margherita ha un piccolo ristorante nel sestiere di Castello, in cui si dedica a una cucina intima, fatta di sfumature. Achille, che ha ottantasette anni, è stato per decenni uno dei più famosi ristoratori veneziani, ma ha finito col perdere tutto a causa delle sue manie di grandezza. Il rapporto tra i due è sempre stato difficile, a causa dell'egocentrismo del padre e della sua apparente mancanza di interesse per una figlia che non vuole nemmeno riconoscere come collega. Succede però che Achille venga invitato a partecipare come ospite d'onore a Chef Test, un popolarissimo talent show televisivo dedicato alla cucina, e che decida di accettare, convinto di poter avere il palcoscenico per una pubblica rivalsa. Margherita decide di accompagnarlo a Milano, convinta a sua volta che il viaggio possa essere un'estrema occasione per stabilire una comunicazione che non c'è mai stata.